# 4414 Sesostris
4414 Sesostris este un asteroid din centura principală, descoperit pe 24 septembrie 1960, de Cornelis van Houten și Tom Gehrels.